# Project Hospital
Project Hospital é um jogo de simulação de negócios desenvolvido e publicado pelo estúdio tcheco Oxymoron Games em 2018 para Microsoft Windows, MacOS e Linux. O jogador tem a difícil tarefa de construir, administrar e atender centenas de pacientes com centenas de doenças possíveis.

## Jogabilidade
O jogo possui três tutoriais, ensinando ao jogador os fundamentos do jogo. As tarefas incluem gestão e contratação de pessoal e construção. A construção consiste em estabelecer a fundação, construir paredes, adicionar pisos, portas e janelas.
O grande diferencial do jogo para outros semelhantes é o realismo e a possibilidade do próprio jogador entrar na pele de um dos médicos do hospital e diagnosticar os pacientes conforme os exames realizados. Se o diagnóstico for preciso, o paciente vive, caso contrário, sua morte impactará negativamente na avaliação do hospital, podendo perder os convênios e consequentemente, dinheiro.

## Expansões e DLCs
Em 26 de novembro de 2019, a Oxymoron lançou a primeira DLC gratuita para o Project Hospital, o Doctor Mode. Com ela, você pode assumir o controle de médicos e supervisionar seus pacientes. Em 24 de abril de 2020, a DLC de Serviços Hospitalares foi lançada e introduziu novos recursos, como refeitórios, departamento de patologia, farmácias e treinamento de funcionários. Em 18 de agosto de 2020, a DLC do Departamento de Doenças Infecciosas lançou e adicionou muitas doenças infecciosas e um departamento de Epidemiologia, juntamente com um modelo alternativo de maca e uma cadeira de espera mais contemporânea. Em 20 de outubro de 2020, a DLC Traumatology foi lançada e introduziu novos eventos desafiadores que permitem lidar com as consequências de diferentes desastres, acidentes ou crimes. Isso também incluiu o departamento de Traumatologia. A DLC adiciona vários objetos, como a cadeira de rodas, cama hospitalar de alta tecnologia, uma mesa de cabeceira alternativa mais moderna, um monitor cardíaco montado na parede, um novo gabinete de equipamentos e um helicóptero.

## Recepção
O Project Hospital recebeu críticas "geralmente favoráveis", de acordo com o agregador de críticas Metacritic.